# Giro del Lazio 1952
Il Giro del Lazio 1952, diciottesima edizione della corsa, si svolse il 25 giugno 1952. La vittoria fu appannaggio dell'italiano Dante Rivola, il quale precedette i connazionali Arnaldo Faccioli e Luciano Frosini.

## Ordine d'arrivo (Top 5)
| Pos. | Corridore        | Squadra      | Tempo |
| ---- | ---------------- | ------------ | ----- |
| 1    | Dante Rivola     | Guerra-Ursus |       |
| 2    | Arnaldo Faccioli | Guerra-Ursus |       |
| 3    | Luciano Frosini  | Arbos        |       |
| 4    | Giuseppe Ciarcia | Guerra-Ursus |       |
| 5    | Donato Zampini   | Tebag        |       |